# تپه سیمین زاغه

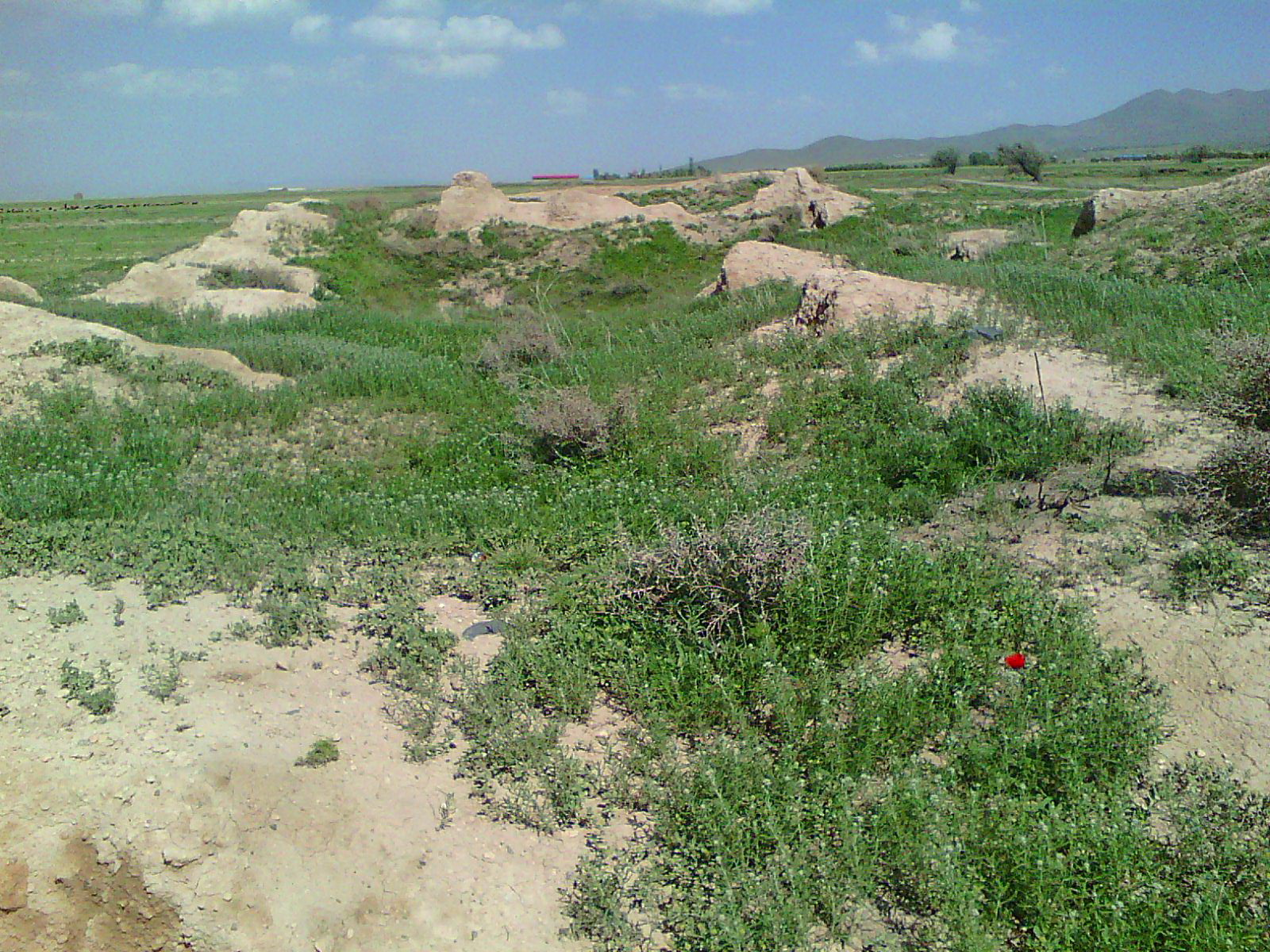

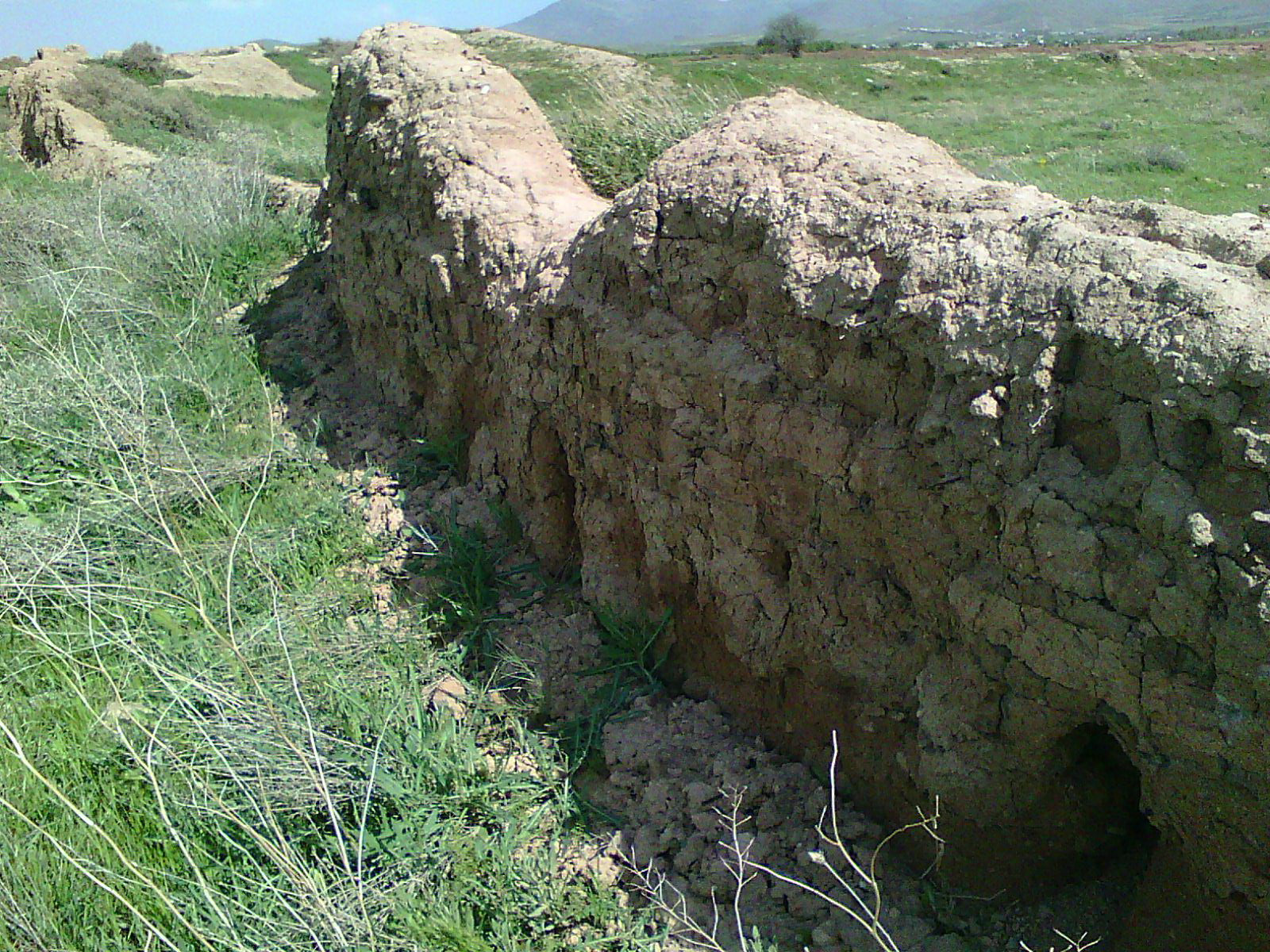

تپه سیمین زاغه مربوط به هزاره سوم قبل از میلاد است و در شهرستان بهار، بخش مرکزی، روستای سیمین زاغه واقع شده و این اثر در تاریخ ۲۴ اسفند ۱۳۵۳ با شمارهٔ ثبت ۱۰۳۸ به‌عنوان یکی از آثار ملی ایران به ثبت رسیده است.